# Sankt Nikolai serbisk-ortodoxa kyrka, Ečka
Sankt Nikolai serbisk-ortodoxa kyrka (serbisk kyrilliska: Српска православна црква светог Николе; translitteration: Srpska pravoslavna crkva svetog Nikole) är en serbisk-ortodox kyrkobyggnad belägen i byn Ečka, i distriket Mellersta Banatet i provinsen Vojvodina, i norra Serbien.
Kyrkan är helgad åt helgonet Nikolaus och tillhör det serbisk-ortodoxa stiftet Banats stift.

## Historik
Enligt vissa källor sägs det att Sankt Nikolai serbisk-ortodoxa kyrka skulle ha byggts någonstans under år 1711. Det finns dock skrivna uppgifter om kyrkan och dess präster från 1744, då den gamla ikonostasen tillverkades.
2011 förberedde Institutet för skydd av kulturminnesmärken i Zrenjanin ett bevarande- och restaureringsprojekt av kyrkan. 2020 restaurerades väggarna på grund av fukt.

## Kyrkan

### Exteriör
- Vissa delar av Sankt Nikolai serbisk-ortodoxa kyrka är gjord av timmer

- Klocktornet är byggt i barockstil.

### Interiöroch inventarier
- Kyrkan är enskeppig.
- Inne i kyrkan finns ikoner från den gamla ikonostasen som tillverkades 1744 av Zograf Šerban Popović. Dessa ikoner är även de äldsta verken som tillverkades av honom.

## Bilder

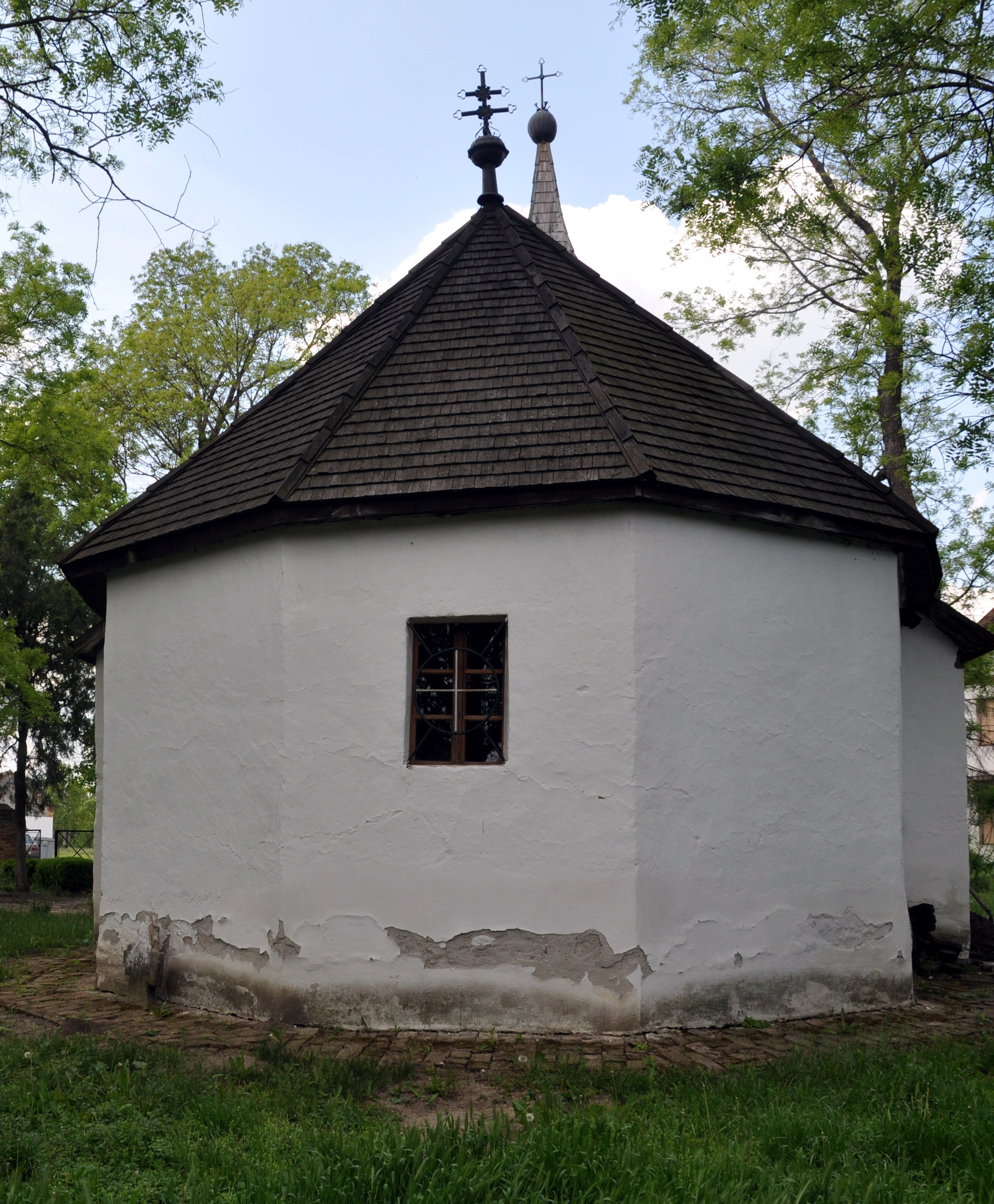
Baksidan.
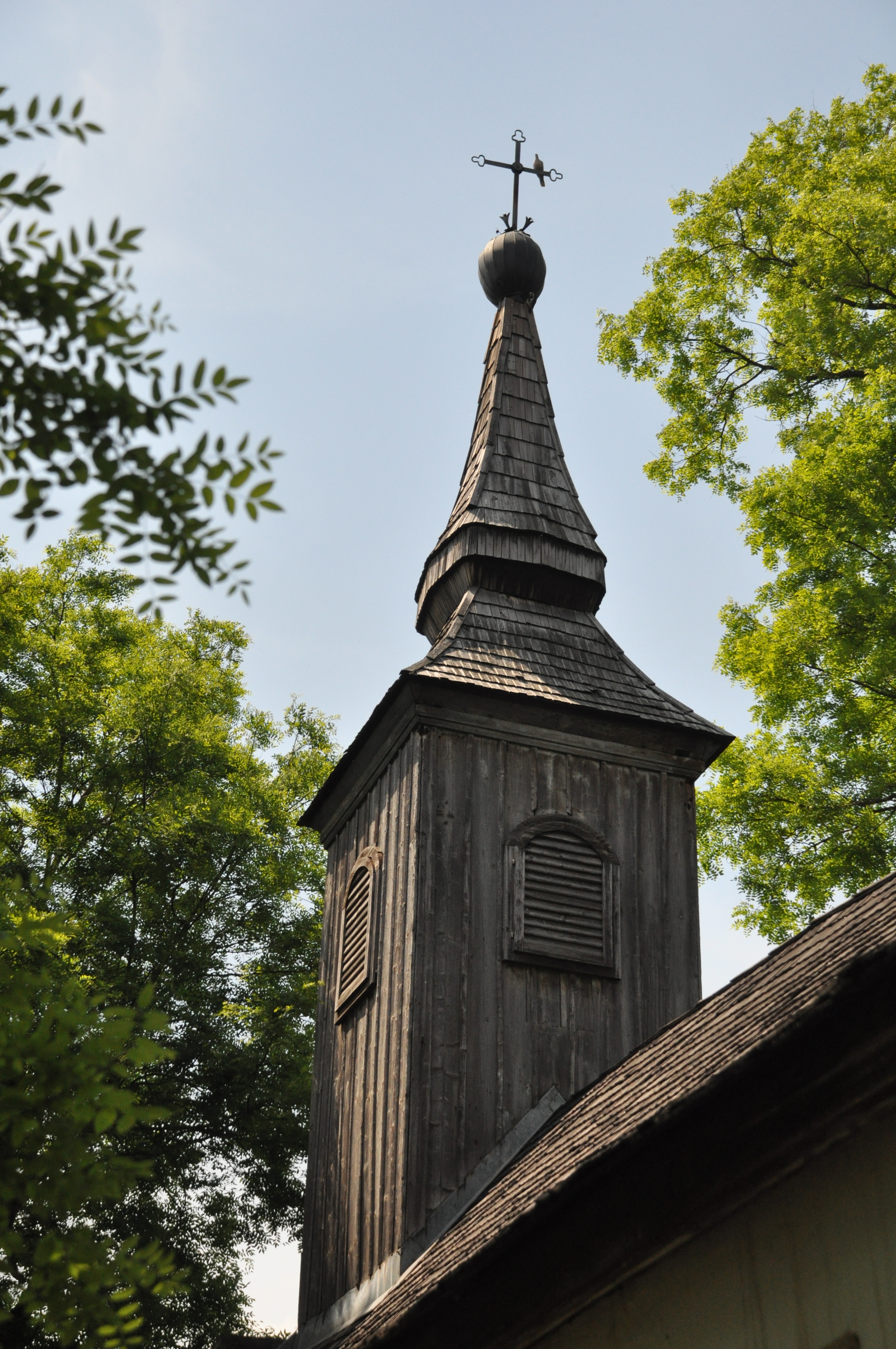
Närmare bild på klocktornet.
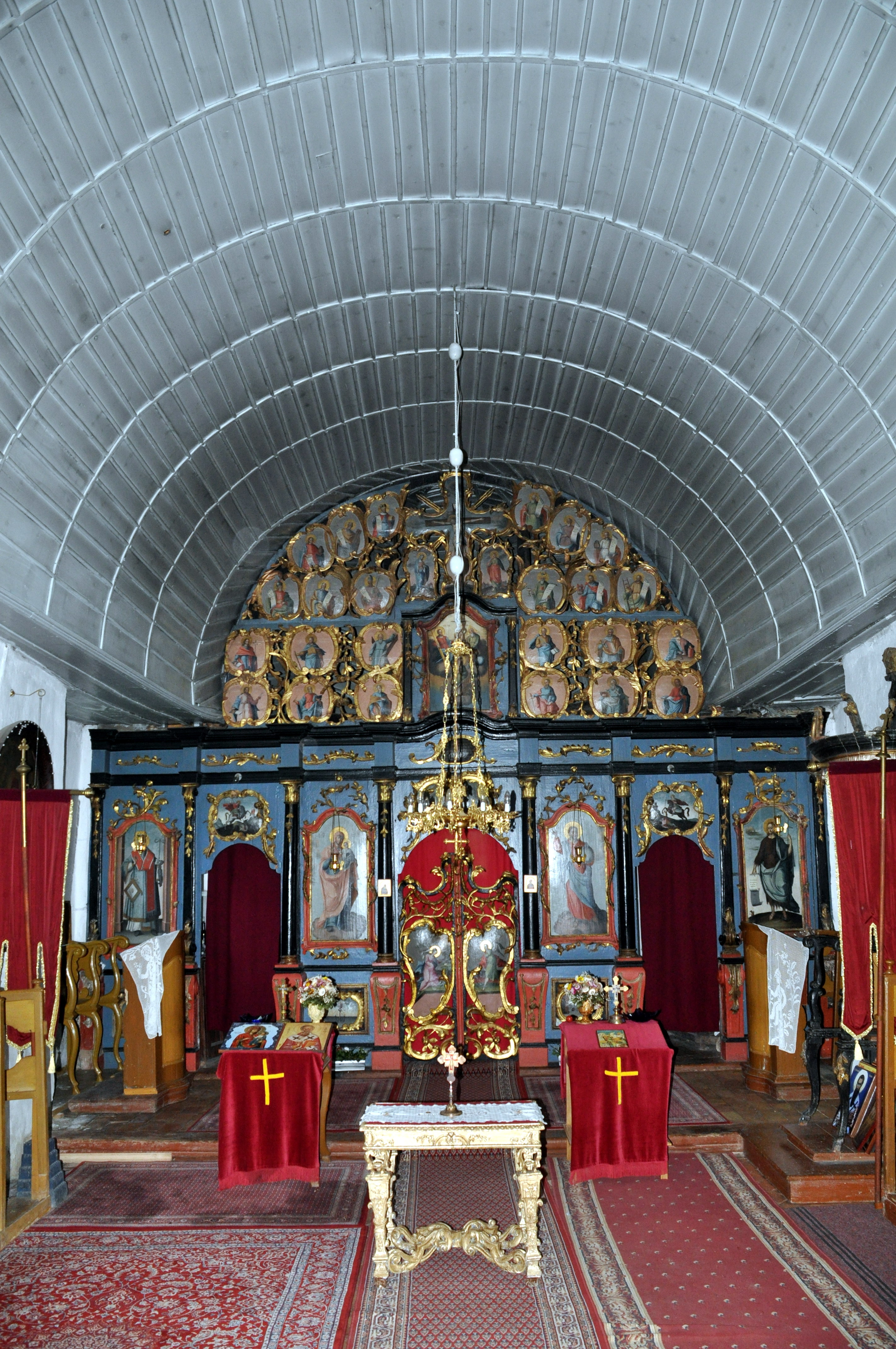
Kyrkans interiör mot ikonostasen.
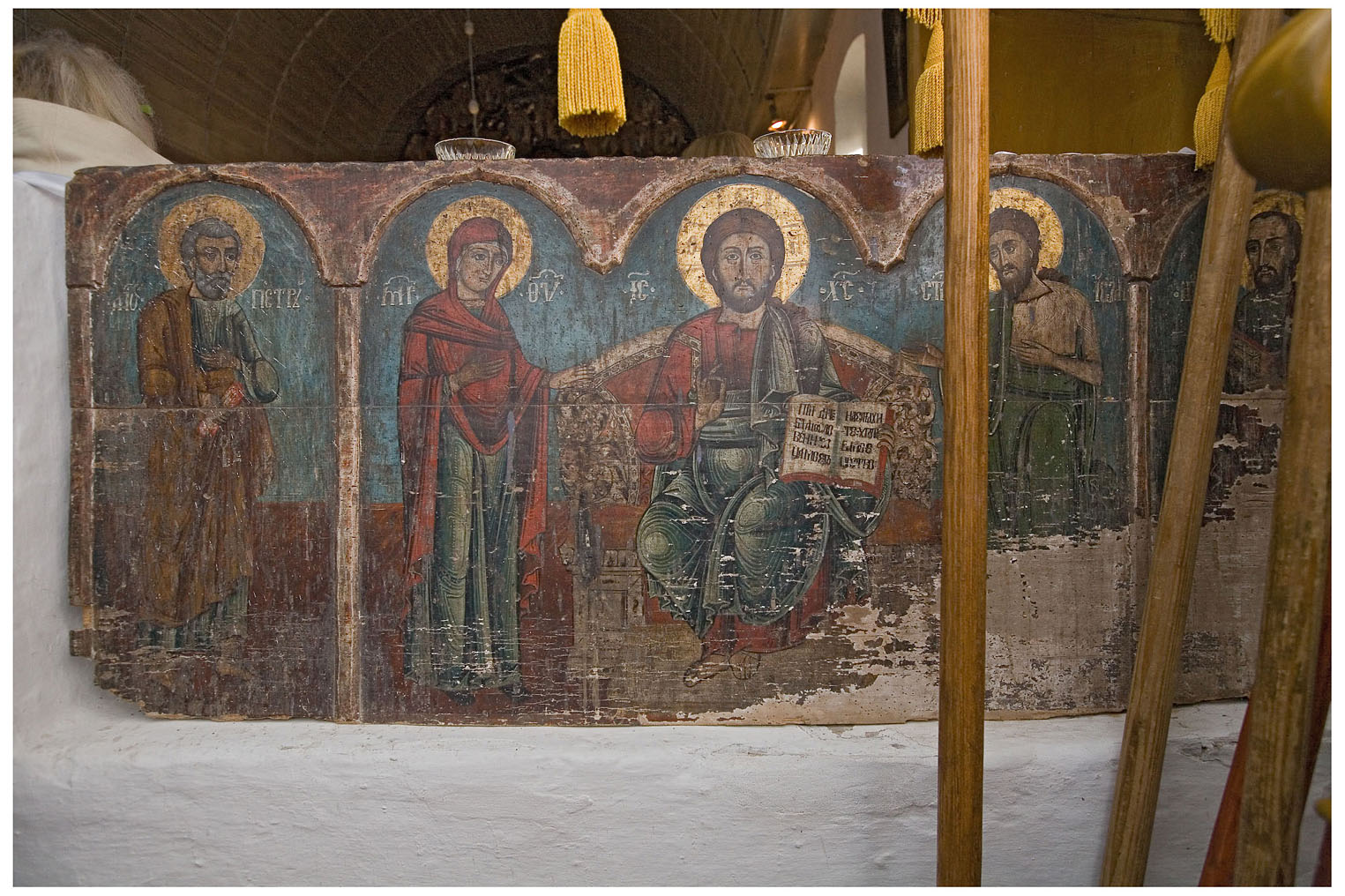
En del av ikonostasen som föreställer bland annat Jungfru Maria (Guds moder) och Jesus Kristus.
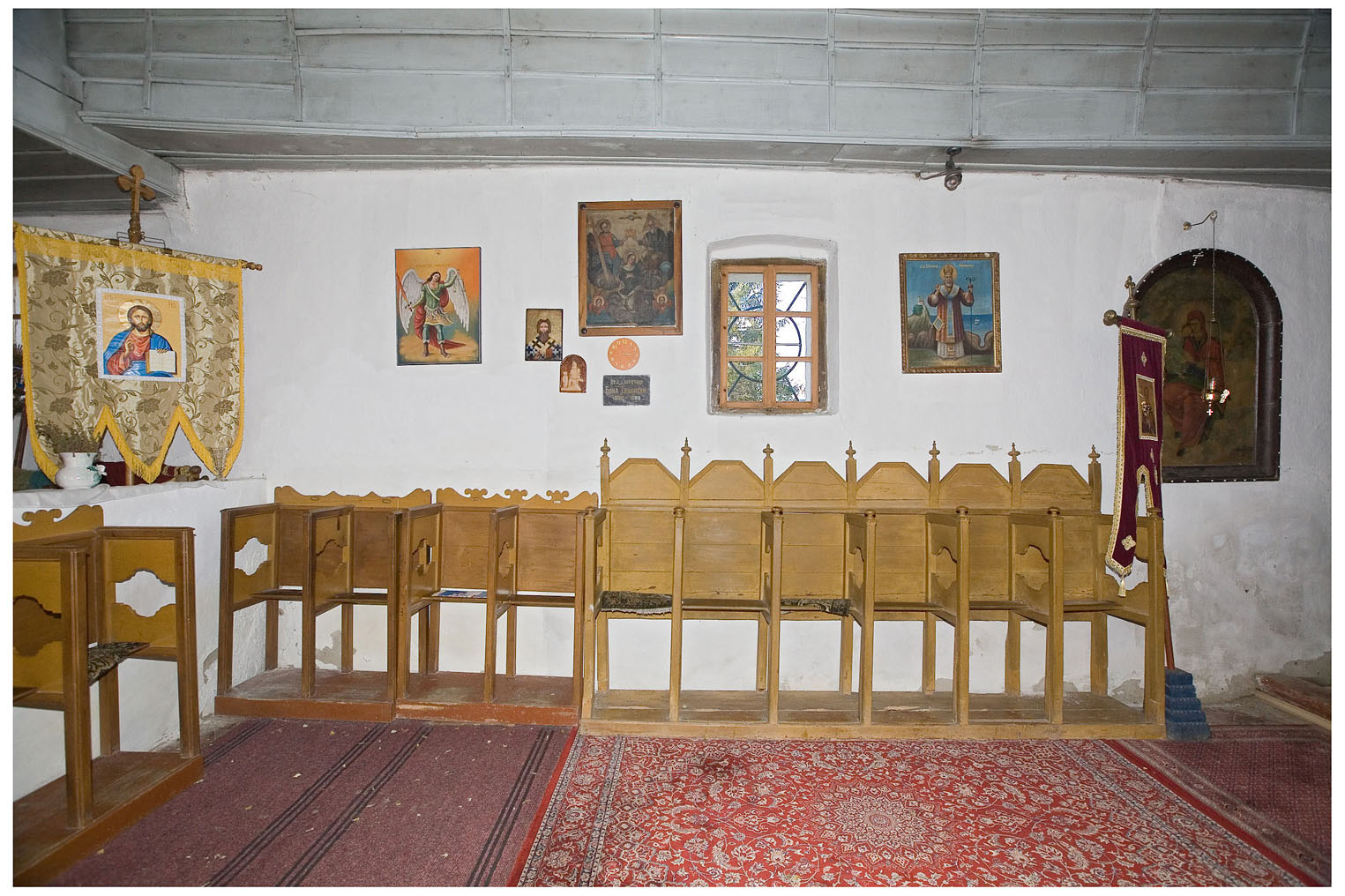
Interiör.
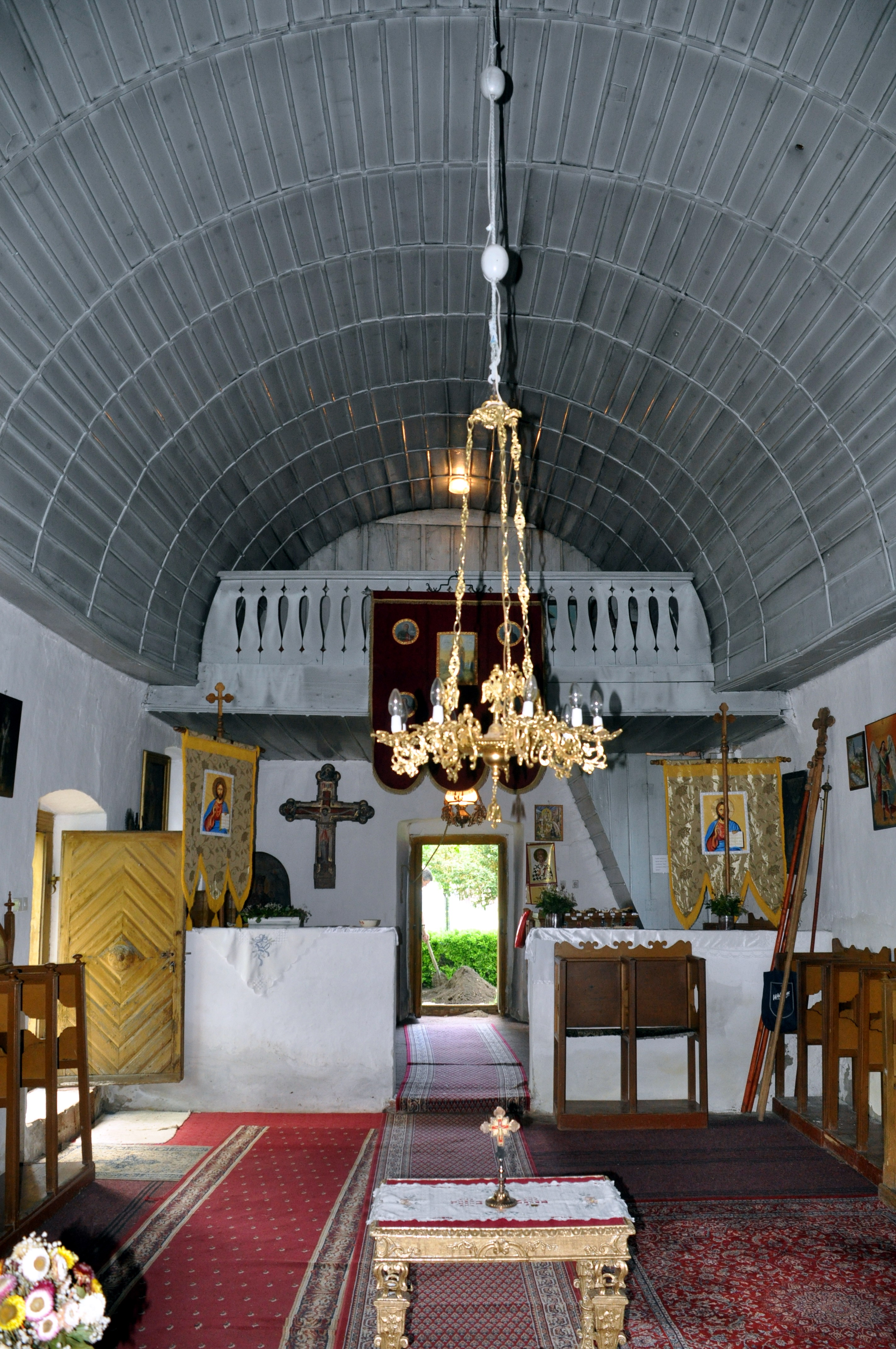
Interiör.